# Mariënwerder Poort
De Mariënwerder Poort (Pools: Brama Kwidzyńska en Duits: Marienwerder Tor) is een stadspoort in de Poolse stad Prabuty (Duits: Riesenburg). De gotische poort is een voorbeeld van baksteengotiek en staat op deze plek sinds het begin van de 14e eeuw. De poort maakte onderdeel uit van de stadsmuur van Prabuty, welke verbonden was met het Kruisvaarderskasteel van Prabuty.De stad beschikte over meerdere stadspoorten, de Mariënwerder Poort is de enige die behouden is gebleven. De Mariënwerder Poort bestaat uit drie verdiepingen.